# Пеггі Арфексад
Пеггі Арфексад (фр. Pegguy Arphexad, нар. 18 травня 1973, Лез-Абім) — французький футболіст, що грав на позиції воротаря за низку французьких і англійських клубів, утім протягом усієї кар'єри був резервним голкіпером.

## Ігрова кар'єра
У дорослому футболі дебютував 1989 року виступами за команду «Брест». За рік перейшов до «Лілля», після чого був також гравцем «Ланса».
Протягом 1996—1997 років знову був резервним голкіпером у «Ліллі», звідки перебрався до англійського «Лестер Сіті». За три роки, після завершення контракту з «Лестером», приєднався до «Ліверпуля». У новій команді був дублером спочатку нідерландця Сандера Вестерфельда, а згодом польського воротаря Єжи Дудека. Протягом частини 2001 року також віддавався в оренду до «Стокпорт Каунті». У складі «червоних» провів лише декілька ігор за три роки, проте став дворазовим володарем Кубка англійської ліги, володарем Кубка Англії, Суперкубка Англії з футболу, а також Кубка УЄФА та Суперкубка УЄФА.
Протягом 2003—2004 років перебував у складі «Ковентрі Сіті» та «Ноттс Каунті», в яких також мав статус резервного воротаря, після чого повернувся на батьківщину, де приєднався до марсельського «Олімпіка», за який не провів жодної гри у першості Франції і за рік оголосив про завершення кар'єри.

## Титули і досягнення
- Володар Кубка англійської ліги (2):

«Ліверпуль»: 2000–2001, 2002–2003
- Володар Кубка Англії (1):

«Ліверпуль»: 2000–2001
- Володар Суперкубка Англії з футболу (1):

«Ліверпуль»: 2001
- Володар Кубка УЄФА (1):

«Ліверпуль»: 2000–2001
- Володар Суперкубка УЄФА (1):

«Ліверпуль»: 2001